# Csanak József
Csanak József (Derecske, 1820. – Debrecen, 1900.)  fűszerkereskedő, a Debreceni Kereskedelmi Testület elnöke, az István gőzmalom igazgatója. 

## Élete
Csanak József alighanem Debrecen leggazdagabb polgára volt. Alapítványának köszönhető Debrecen legtöbb kulturális intézményének létrejötte.   Emlékét - sok más mellett - egy debreceni utca neve, Debrecen kultúrájáért végzett munkáért járó Csanak József-díj valamint a Piac és Arany János utca sarkán álló Csanak-palota őrzi, amely épületben debreceni tartózkodása idején Jókai Mór is megszállt, aki Az arany ember című regényéhez többek közt Csanak József élettörténetéből merített ihletet.
Míg a Csanak-palota szépen helyreállított épület, addig a róla elnevezett utcában álló villája lakott, de elhanyagolt állapotú.

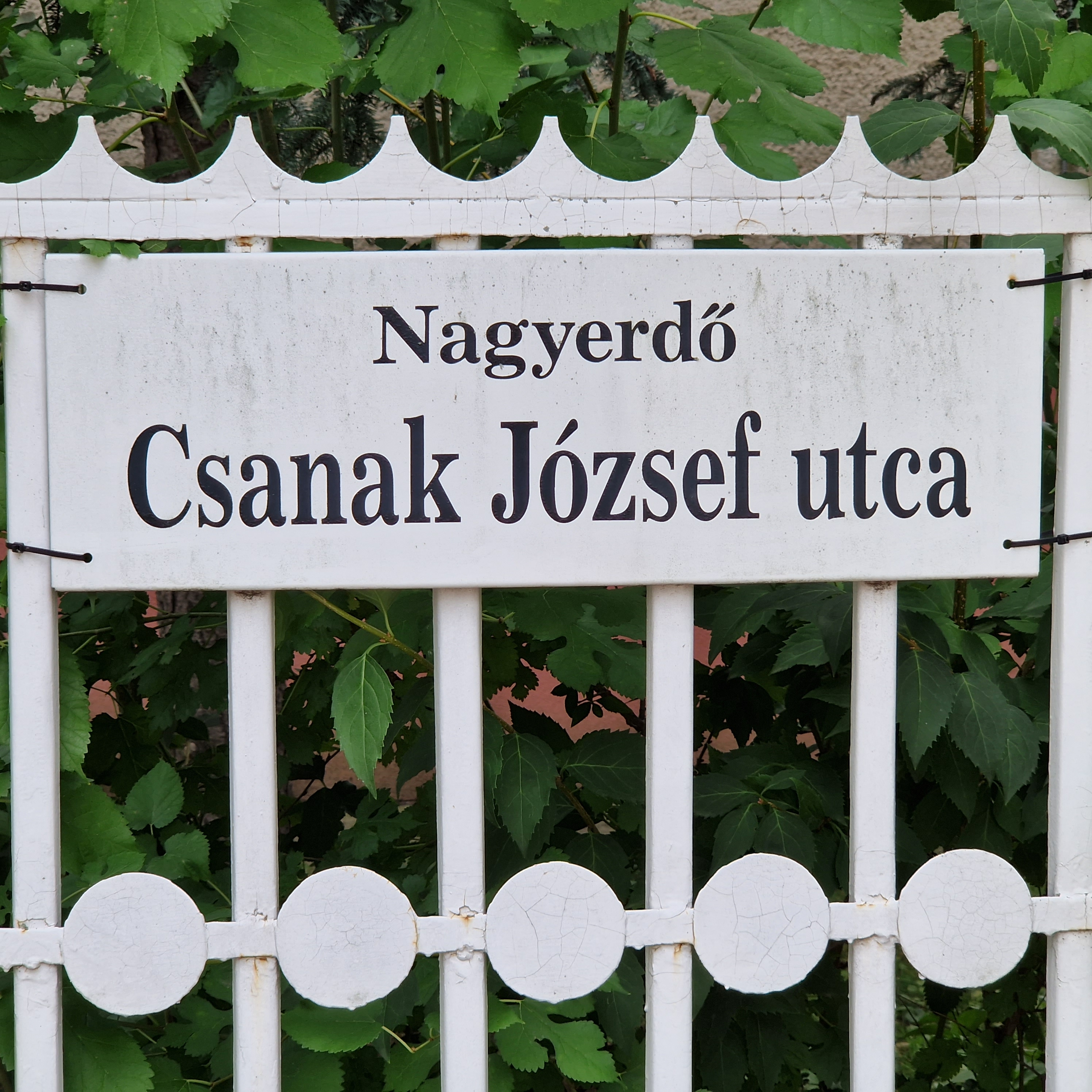
Utcanévtábla
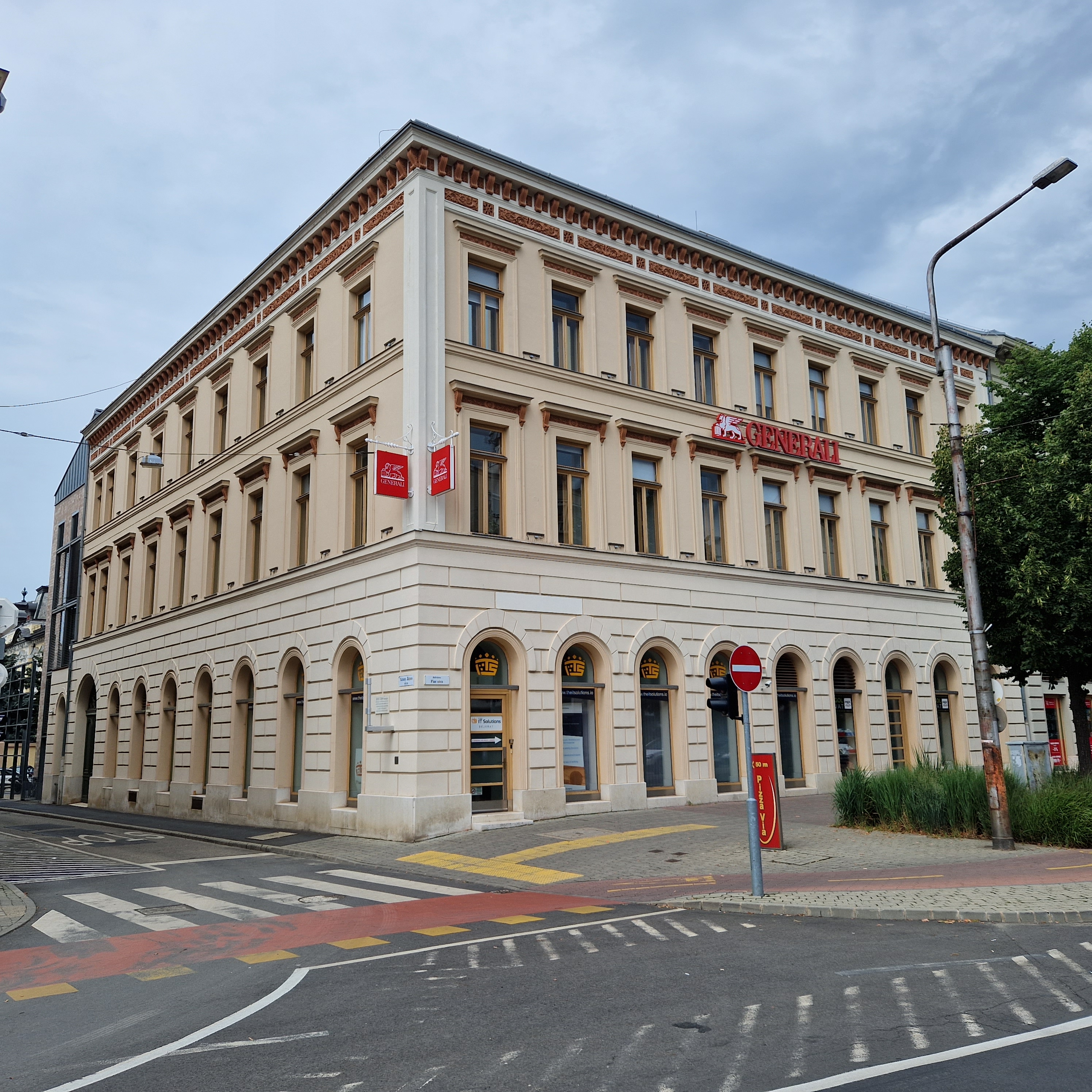
Csanak-palota